# Бреке (община)
Община Бреке (на шведски: Bräcke kommun) е разположена в лен Йемтланд, североизточна Швеция с обща площ 3807 km2 и население 6559 души (към 31 декември 2013). Административен център на община Бреке е едноименния град Бреке.